# Wildenreuth (Weidenberg)
Wildenreuth ist ein Gemeindeteil des Markts Weidenberg im Landkreis Bayreuth (Oberfranken, Bayern). Wildenreuth liegt in der Gemarkung Mengersreuth.

## Geografie
Die Einöde liegt in einer Rodungsinsel inmitten des Sophienthaler Forstes. Ein Anliegerweg führt unmittelbar westlich zu einer 
Gemeindeverbindungsstraße, die zur Staatsstraße 2181 bei Sophienthal (0,6 km südöstlich) bzw. nach Kattersreuth verläuft (0,7 km nordwestlich).

## Geschichte
Der Ort wurde in den Bergwerksakten des Jahrs 1496 erstmals urkundlich erwähnt.
Wildenreuth gehörte zur Realgemeinde Kattersreuth. Gegen Ende des 18. Jahrhunderts bestand Wildenreuth aus einem Anwesen. Die Hochgerichtsbarkeit stand dem bayreuthischen Stadtvogteiamt Bayreuth zu. Das Amt Weidenberg war Grundherr des Gutes.
Von 1797 bis 1810 unterstand der Ort dem Justiz- und Kammeramt Bayreuth. Mit dem Gemeindeedikt wurde Wildenreuth dem 1812 gebildeten Steuerdistrikt Mengersreuth und der zugleich gebildeten Ruralgemeinde Rügersberg zugewiesen. Mit dem Gemeindeedikt von 1818 erfolgte die Eingliederung in die Ruralgemeinde Mengersreuth. Am 1. Juli 1972 wurde Wildenreuth nach Weidenberg eingemeindet.

### Einwohnerentwicklung
| Jahr      | 001818 | 001861 | 001871 | 001885 | 001900 | 001925 | 001950 | 001961 | 001970 | 001987 |
| Einwohner | *      | 7      | 11     | 7      | 6      | 6      | 9      | 11     | 4      | 5      |
| Häuser    | *      |        |        | 1      | 1      | 2      | 2      | 2      |        | 2      |
| Quelle    | [ 7 ]  | [ 10 ] | [ 11 ] | [ 12 ] | [ 13 ] | [ 14 ] | [ 15 ] | [ 16 ] | [ 17 ] | [ 1 ]  |

## Religion
Wildenreuth ist seit der Reformation evangelisch-lutherisch geprägt und nach St. Michael (Weidenberg) gepfarrt.